# Krigsåret 1882

## Pågående krig
- Anglo-egyptiska kriget
  - Storbritannien på ena sidan.
  - Egypten på andra sidan.

- Mahdistupproret (1881-1899)

- Salpeterkriget (1879–1883)[1]
  - Peru och Bolivia på ena sidan.
  - Chile på andra sidan.

## Händelser
- 6 juni – Slaget vid Embabo
- 17 juli – Slaget vid Big Dry Wash
- 13 september – Slaget vid Tel el-Kebir
- okänt datum – Slaget vid Kafr-el-Dawwar

## Födda
- 4 januari – Yoshijiro Umezu, japansk general.
- 9 januari – Otto Ruge, norsk general och försvarschef.
- 26 februari – Husband Kimmel, amerikansk amiral.
- 22 september – Wilhelm Keitel, tysk generalfältmarskalk.
- 2 oktober – Boris Sjaposjnikov, sovjetisk fältmarskalk och generalstabschef.
- 30 oktober – Günther von Kluge, tysk generalfältmarskalk.
- 30 oktober – William Halsey, Jr., amerikansk amiral.

## Avlidna
- 15 juni – Ernest Courtot de Cissey, fransk krigsminister.
- 7 juli – Michail Skobeljev, rysk general.

### Fotnoter
1. ↑  ”World Statesmen”. http://www.worldstatesmen.org/WARS.html. Läst 28 juni 2011.